# Primi ministri della Guinea
I primi ministri della Guinea dal 1972 (data della creazione della carica) ad oggi sono i seguenti.

## Lista
| Primo ministro                                         | Primo ministro | Primo ministro          | Partito                                                             | Elezione   | Mandato          | Mandato          |
| Primo ministro                                         | Primo ministro | Primo ministro          | Partito                                                             | Elezione   | Inizio           | Fine             |
| ------------------------------------------------------ | -------------- | ----------------------- | ------------------------------------------------------------------- | ---------- | ---------------- | ---------------- |
|                                                        |                | Louis Lansana Beavogui  | Partito Democratico di Guinea - Raggruppamento Democratico Africano | 1974, 1980 | 26 aprile 1972   | 3 aprile 1984    |
|                                                        |                | Diarra Traoré           | Militare                                                            |            | 5 aprile 1984    | 18 dicembre 1984 |
| Carica abolita (dal 18 dicembre 1984 al 9 luglio 1996) |                |                         |                                                                     |            |                  |                  |
|                                                        |                | Sidya Touré             | Indipendente                                                        |            | 9 luglio 1996    | 8 marzo 1999     |
|                                                        |                | Lamine Sidimé           | Partito dell'Unità e del Progresso                                  | 2002       | 8 marzo 1999     | 23 febbraio 2004 |
|                                                        |                | François Lonseny Fall   | Partito dell'Unità e del Progresso                                  |            | 23 febbraio 2004 | 30 aprile 2004   |
|                                                        |                | Cellou Dalein Diallo    | Partito dell'Unità e del Progresso                                  |            | 9 dicembre 2004  | 5 aprile 2006    |
|                                                        |                | Eugène Camara           | Partito dell'Unità e del Progresso                                  |            | 9 febbraio 2007  | 1º marzo 2007    |
|                                                        |                | Lansana Kouyaté         | Indipendente                                                        |            | 1º marzo 2007    | 23 maggio 2008   |
|                                                        |                | Ahmed Tidiane Souaré    | Indipendente                                                        |            | 23 maggio 2008   | 24 dicembre 2008 |
|                                                        |                | Kabiné Komara           | Indipendente                                                        |            | 30 dicembre 2008 | 26 gennaio 2010  |
|                                                        |                | Jean-Marie Doré         | Unione per il Progresso della Guinea                                |            | 26 gennaio 2010  | 24 dicembre 2010 |
|                                                        |                | Mohamed Said Fofana     | Indipendente                                                        | 2013       | 24 dicembre 2010 | 29 dicembre 2015 |
|                                                        |                | Mamady Youla            | Indipendente                                                        |            | 29 dicembre 2015 | 24 maggio 2018   |
|                                                        |                | Ibrahima Kassory Fofana | Guinea per Tutti                                                    |            | 24 maggio 2018   | 5 settembre 2021 |
|                                                        |                | Mohamed Béavogui        | Indipendente                                                        |            | 6 ottobre 2021   | 16 luglio 2022   |
|                                                        |                | Bernard Goumou          | Indipendente                                                        |            | 16 luglio 2022   | 19 febbraio 2024 |
|                                                        |                | Bah Oury                | UDRG                                                                |            | 27 febbraio 2024 | in carica        |